# Ingårdstjärnen (Näskotts socken, Jämtland)
Ingårdstjärnen är en sjö i Krokoms kommun i Jämtland och ingår i Indalsälvens huvudavrinningsområde.